# تشوما مميكا
تشوما مميكا المعروف أيضًا باسم «تي-تشار» شاعر بارز وممثل في نوليوود. وهو مصمم أغلفة كتب ومؤلف لعدة كتب. وهو كاتب تحفيزي، ومدرب، ومطور للقدرات البشرية، ومدير شركة، وشخصية إعلامية، وإنساني، ويعمل بشكل أساسي في مجال دعم وحماية الطفل.

## حياته المهنية

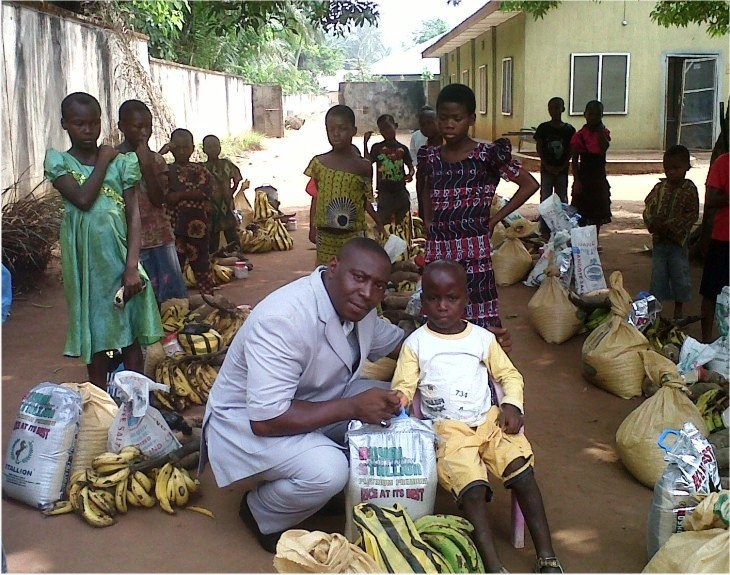
تشوما مميكا

تمت الإشارة إلى تشوما مميكا على أنه «النيجيري الأكثر تميزًا، وهو صندوق مهارات فريد بشكل غير عادي؛ ممارس للعديد من المهن وخبير في كل شيء» وقد دعا 77 كاتبًا وممثلًا سينمائيًا شابًا في أويري بولاية إيمو في أكتوبر 2015 للقيام بحملة فعالة ضد الزيجات المحطمة بين المشاهير النيجيريين. هو مبادر «مشروع الطفل الآمن» الذي بدأ من خلاله من عام 2009 بدعم ربع سنوي لـ 1000 يتيم من منظمة إيمو. نظم في عام 2002 أول مسابقة ملكة جمال إيمو على الإطلاق حيث حصلت الفائزة الآنسة تشيدينما دايك على سيارة جديدة وجوائز أخرى. ينسق البرامج التي توفر التمكين العملي للشباب المستهدف في إفريقيا. يقال إن سلسلة كتاب أسرار العمل لمميكا تعمل على صقل مهارات المغامرين الأفارقة وتمكينهم من رؤية عملية في العديد من المجالات المهنية مثل جمع الأموال من الشركات والتمثيل.
مميكا هو واحد من سلالة جديدة من شعراء العصر الحديث الذين تم إبرازهم من خلال نشر مختارات مختلفة من الشعر في جميع أنحاء العالم. تصور قصائده اضطهاد المرأة وتظهر تأثير الحركة النسوية في الشعر، وهي تروج للتقاليد الثقافية الأفريقية، ويتم جمعها دوليًا للأغراض الأكاديمية. وهو مساهم في مجلس جامعة كولجيت الذي يرعى مجلة دولية للفنون لتعزيز السلام العالمي والأسرة والهوية الثقافية، مجموعاته الشعرية الواقعية «المنزل المحطم» و «أصداء العقل» تلقت مراجعات عالمية في وسائل الإعلام والصناعات الأدبية   

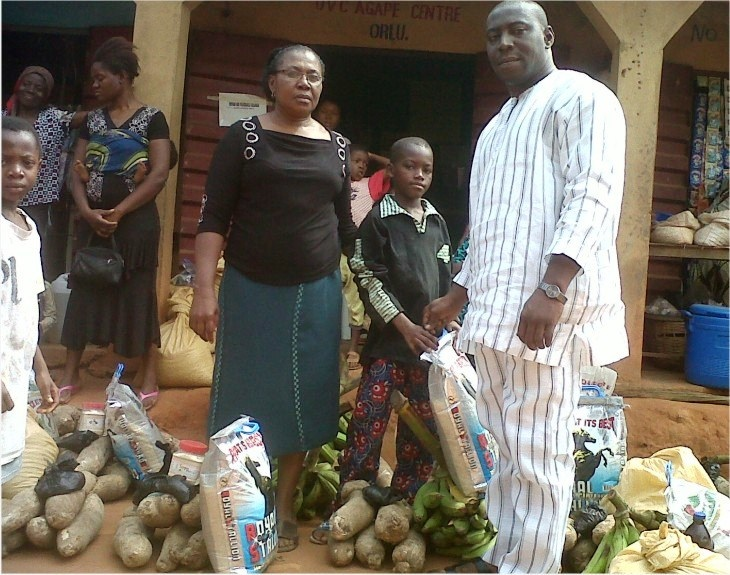
شوما مميكا

وُصف شوما بأنه شاعر نيجيري ملهم من الجيل الجديد، كان يكتب منذ أن كان في الثامنة من عمره. أدرجت قصائده في «مختارات أفضل الشعراء الأفارقة الجدد لعامي 2015 و 2016». حصل على جائزة مريم بابانجيدا لشعر الأطفال في نيجيريا عن عمر يناهز 13 عامًا والشاعر الأفريقي الناشئ في عام 2017، حصل على جائزة أفضل ممثل صاعد في نوليوود (2019) من قبل نقابة الممثلين في نيجيريا. وقد حصل أيضًا على العديد من الجوائز لخدماته الإنسانية في جميع أنحاء العالم.
مدرج على قائمة المشاهير النيجيريين، وقد تألق مميكا في العديد من الأفلام النيجيرية مثل ما وراء الجمال، والملك يجب أن يتزوج عذراء غريبة، البلهاء 3، والأخوات المتعجرفات، I واختر خادمة القصر القذر، وابتسامة مكسورة، وكاهن قريتنا، وفتاة القرية، والخادمة المعطلة، وجاتيمان سرق قلبي يوم السبت.